# Burberry

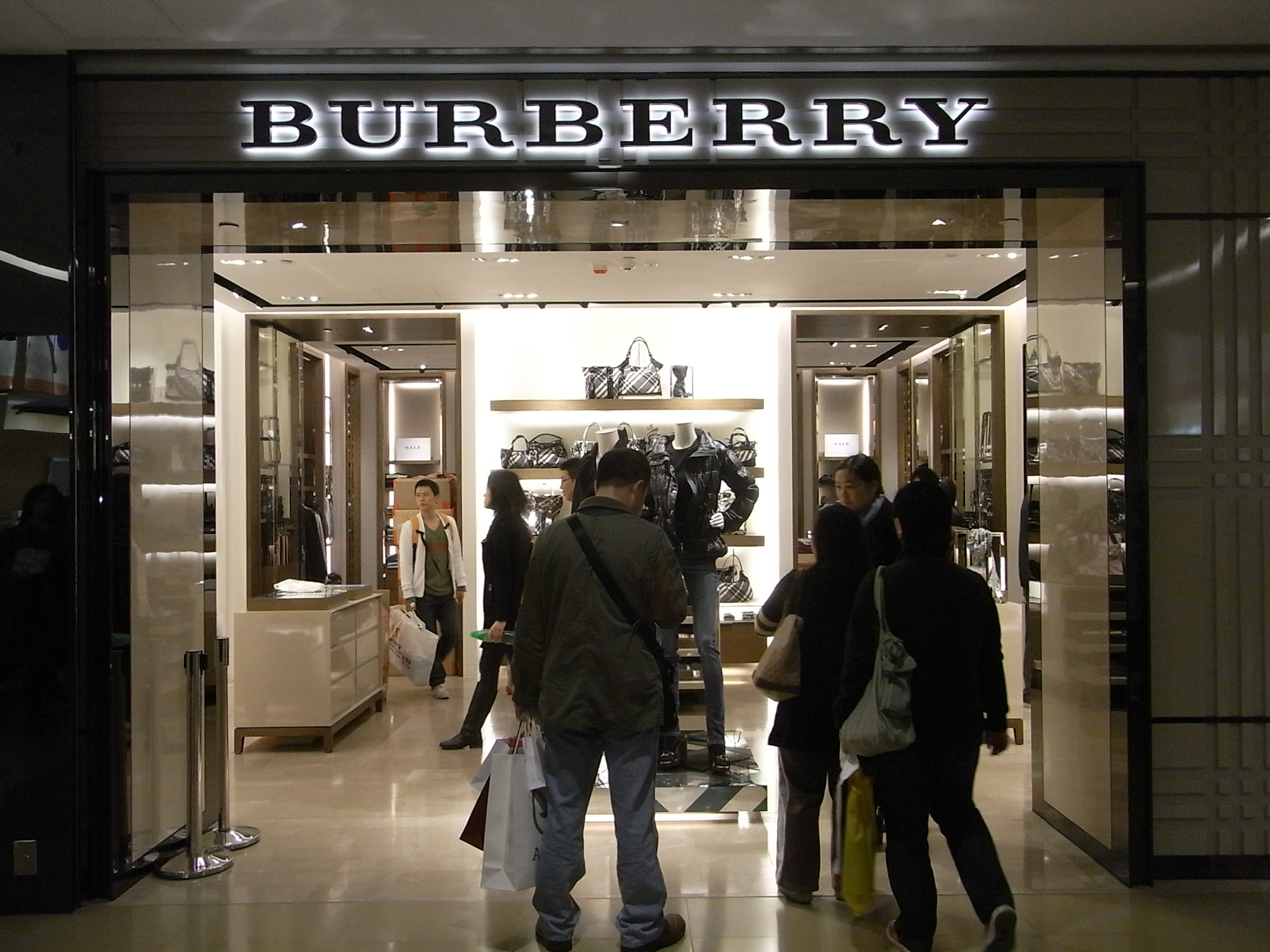
Burberry-Geschäft in Hongkong, 2010

Burberry (bis 1999 Burberrys) ist eine 1856 von dem britischen Textilkaufmann Thomas Burberry ins Leben gerufene Modemarke im Luxussegment, die heute besonders für ihr markenrechtlich geschütztes Karomuster (English: Tartan oder Check) international bekannt ist.
Unter dem Namen Burberry werden auf der ganzen Welt neben hochpreisiger Bekleidung für Damen, Herren und Kinder auch Lederwaren, Schuhe, Accessoires, Uhren, Schmuck, Parfüm und Kosmetik über die eigenen Boutiquen und den gehobenen Einzelhandel angeboten. Das Unternehmen Burberry Group PLC ist an der London Stock Exchange börsennotiert und Mitglied im FTSE 100 Index.

## Geschichte

### Gründung und 19. Jahrhundert
Im Jahr 1856 eröffnete der bei Dorking (Surrey) aufgewachsene Textilkaufmann Thomas Burberry (1835–1926) in Basingstoke, Hampshire sein erstes Textilgeschäft. Er führte 1880 den von ihm erfundenen Gabardine-Stoff ein, eine sehr robuste, wasserdichte und atmungsaktive (Baumwoll-)Ware in Köperbindung, bei der das Garn vor dem Weben imprägniert wird. Zuvor hatte das Wort „Gabardine“ lediglich einen leichten Umhang für Herren bezeichnet, der seit Jahrhunderten bekannt war. Die Stoffart Gabardine ließ Burberry 1888 patentieren. Wenige Jahre später begann Burberry den internationalen Großhandel mit Gabardine-Stoffen und Burberry-Artikeln.

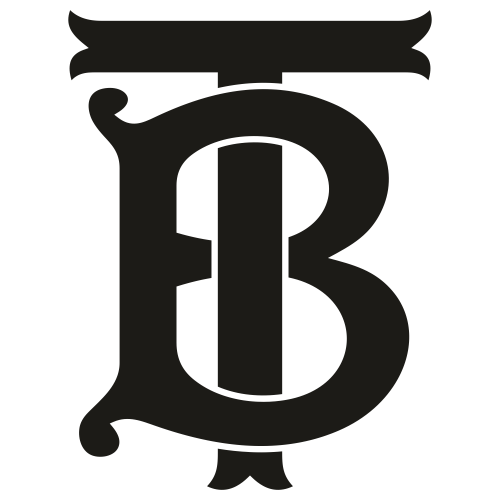
Monogramm TB

Das 1891 in London an der Einkaufsstraße Haymarket nahe dem Piccadilly Circus eröffnete Geschäft Burberrys diente bis 2007 als Flagshipstore und Hauptverwaltung des Unternehmens und wurde dann verkauft. Im Jahr 1901 kreierte Thomas Burberry sein Logo, einen spätmittelalterlichen Ritter (Equestrian Knight) in Turnierrüstung auf einem galoppierenden Pferd, der eine Lanzenflagge mit der Aufschrift PRORSUM (lat. ‚vorwärts‘; mit Bezug auf Burberrys innovative Stoffe und Schnitte) trägt.

### Expansion im frühen 20. Jahrhundert

Das Burberry-Check-Muster

Das erste Ladengeschäft in Paris wurde 1910 eröffnet, 1915 wurden zum ersten Mal Artikel nach Japan verschifft. Bereits 1920 wurde Burberry an der Londoner Börse notiert. 1924 wurde das berühmte Karomuster, der Burberry Check (bzw. Haymarket Check und die späteren Variationen Nova Check, Mega Check und House Check), der zunächst nur als Muster des Futterstoffes diente und später als Markenzeichen eingetragen wurde, zum ersten Mal verwendet. Bekannt wurde Burberry mit der Entwicklung des Trenchcoats, den er im Auftrag der britischen Militärverwaltung entwarf und der sich im Ersten Weltkrieg als Offiziersbekleidung der britischen Armee großer Beliebtheit erfreute. Aus dem ersten Modell namens Tielocken aus dem Jahr 1895 wurde 1909 durch den Zusatz von Schulterklappen, Gürtel und D-Ringen der heute bekannte Trenchcoat, von dem Burberry über eine halbe Million Stück an die Armee verkaufte. Auch bei den Antarktis-Expeditionen von Robert Falcon Scott, Ernest Shackleton und Roald Amundsen in den 1910er Jahren kamen Burberry-Jacken zum Einsatz.
In den 1930er Jahren wurde das Amerika-Geschäft ausgeweitet. Zum Beispiel trugen Audrey Hepburn 1961 in Frühstück bei Tiffany und Peter Sellers 1963 in Der rosarote Panther Burberry-Trenchcoats. Ab den 1960er Jahren wurde das Portfolio, das bis dahin hauptsächlich aus Trenchcoats, Regenmänteln und Oberbekleidung bestand, um zahlreiche Accessoires erweitert. 1981 wurde das erste Parfüm von Burberry, Burberrys for Men, lanciert. 1988 kam eine Burberry-Kinderkollektion auf den Markt. Ab den späten 1980er Jahren machten die Trenchcoats und Regenmäntel nur noch 40 Prozent der Umsatzerlöse von Burberry aus.
Das Haus Burberry war seit 1955 Hoflieferant von Königin Elisabeth II. und seit 1989 des Prinzen von Wales, des heutigen Königs Charles III.

### Unternehmensentwicklung in der zweiten Hälfte des 20. Jahrhunderts
1955 wurde das bis dahin von Thomas Burberrys Söhnen, Thomas Newman Burberry und Arthur Michael Burberry, privat geführte Unternehmen vom britischen Einzelhandelsunternehmen GUS (Great Universal Stores) übernommen. GUS brachte Burberry als Mehrheitsaktionär 2002 erneut an die Börse und trennte sich im Dezember 2005 wieder von seinen Anteilen. Seither nehmen Großaktionäre wie BlackRock, JPMorgan Chase & Co., Schroders, Fidelity Investments, Legal & General oder Capital Group Companies Einfluss auf das Unternehmen, wenngleich sich über 50 Prozent der Aktien in Streubesitz befinden.
1965 wurde in Spanien eine unabhängige Burberry-Niederlassung (Burberry Spain) aufgebaut, die eigene Kollektionen exklusiv für den spanischen Markt entwarf und verkaufte. Das Spanien-Geschäft wurde im Jahr 2000 zurückgekauft. Ab 1980 expandierte die Marke in den Vereinigten Staaten, während sie in Europa an Erfolg einbüßen musste, dort als etwas „angestaubt“ galt und das Image eines „spießigen Mantel- und Handtaschenherstellers“ hatte. Durch die Asienkrise und den hohen Wert des Pfundes litten die Exporte des Unternehmens, die zu der Zeit bis zu zwei Drittel des Gesamtumsatzes ausmachten. 1988 wurde die jugendliche Thomas Burberry-Kollektion eingeführt, die 30 Prozent günstiger als die Hauptlinie war und sich mit modischer Sportswear an die junge Kundschaft richtete. Unter der Führung der New Yorkerin Rose Marie Bravo wurde ab 1997 die Marke Burberry im Luxus-Segment wieder salonfähig gemacht, Produktion und Vertrieb konzentriert, Lizenzen aufgelöst, Markenrechte zurückgekauft und die Damen-Kollektion weiter ausgebaut. Erst mit dem Kreativchef Roberto Menichetti, der den berühmten karierten Futterstoff nach außen kehrte, und unter dessen Regie die Laufstegkollektion Prorsum lanciert wurde, erlebte Burberry ab 1998 eine Renaissance, die durch die Assoziation von Prominenten, wie David Beckham oder Liam Gallagher, mit der Marke unterstützt wurde. Das Model Kate Moss wurde durch Werbekampagnen mit der Marke Burberry in Verbindung gebracht. In dieser Zeit wurde der Markenname auch von Burberrys in Burberry umbenannt, eine Schmuck-Kollektion sowie eine äußerst erfolgreiche Bademoden-Linie auf den Markt gebracht.

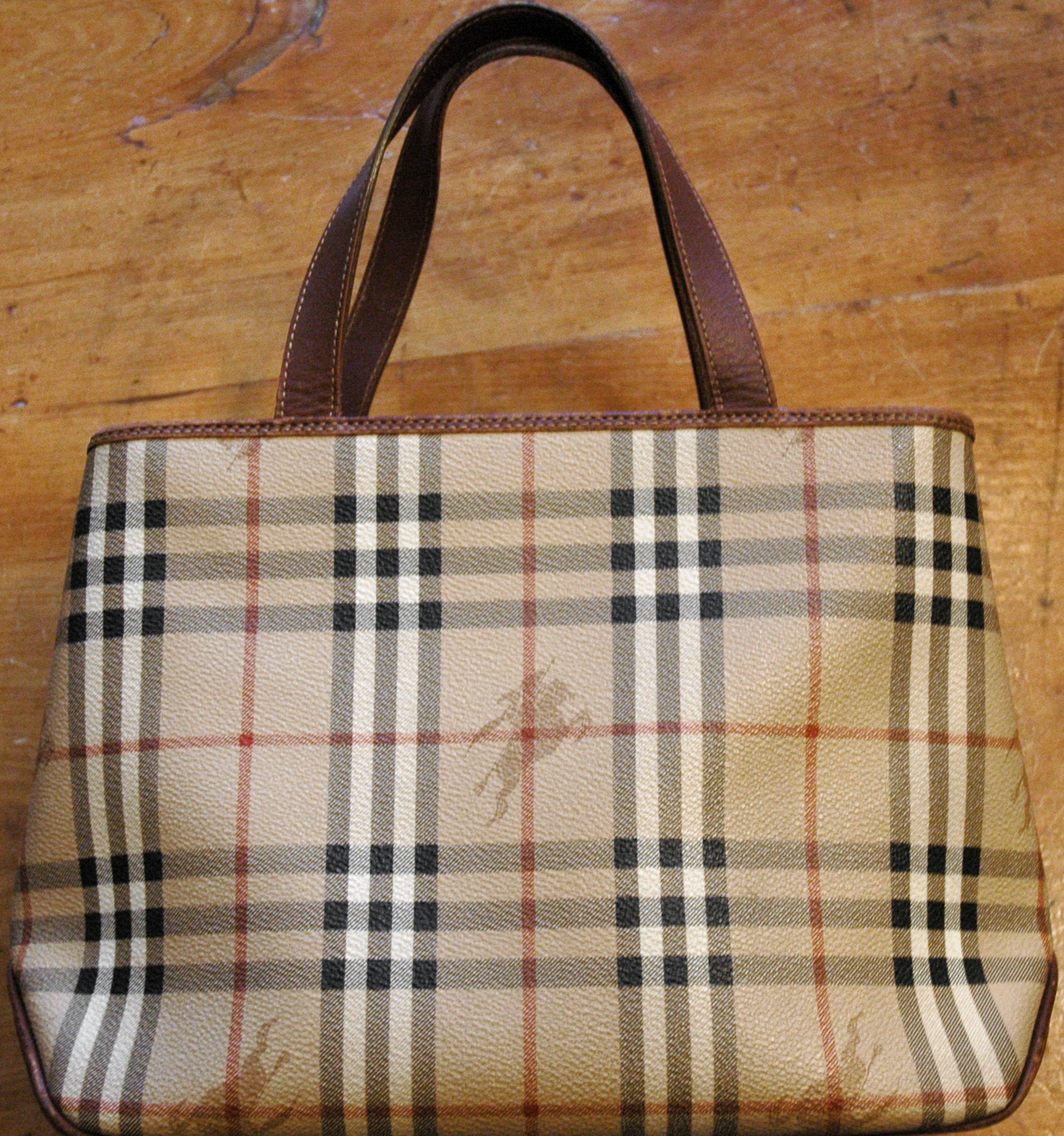
Burberry-Damenhandtasche in typischer Musterung

Teil der Auslands-Strategie von Burberry war es, in Bereichen, die über die in England hergestellten Regenmäntel, Strickwaren und zum Teil Sportswear hinausgingen, Kollektionsartikel in Lizenz fremdfertigen und über Modeagenturen in den jeweiligen Ländern vertreiben zu lassen. So wurden für den deutschen bzw. deutschsprachigen Markt Lizenzen für Damen- und Herrenoberbekleidung ab 1971 an Eduard Dressler (Großostheim) vergeben, ab 1994 für Hemden und Blusen an Kaufmann & Sachs (Bielefeld), ab 1996 für Sportswear und Mäntel an die Blicker GmbH (Karlsruhe), 1997 für das Label Thomas Burberry ebenfalls an Blicker und die Firma von Daniels (Frechen), ab 2000 für Herrenhemden an Seidensticker und für modische Damenoberbekleidung an Cantarelli (Arezzo). 2008 kündigte Burberry die Lizenz für Damen- und Herrenbekleidung und ließ verlautbaren, dass die Kollektionen in Zukunft wieder eigengefertigt würden.

### Globale Herausforderungen im 21. Jahrhundert
2007 geriet das Unternehmen in die öffentliche Kritik, als sich u. a. prominente (Wahl-)Waliser wie Tom Jones, Ioan Gruffudd oder Irvine Welsh gegen die Schließung einer seit den 1930ern bestehenden Burberry-Produktionsstätte in Treorchy in Wales zugunsten von Verlagerungen nach China aussprachen. Die Fabrik wurde Mitte 2007 geschlossen. 2009 wurden weitere 540 Stellen in Großbritannien und Spanien gestrichen. Burberry beschäftigt an sechs Produktionsstandorten in Großbritannien rund 2000 Mitarbeiter. Im Geschäftsjahr 2008/09 machte das Unternehmen einen Umsatz von 1,3 Milliarden Euro. Der Reingewinn im Jahr zuvor betrug 135,2 Millionen Pfund. Bekannte Models für Burberry-Kampagnen ab Ende der 2000er Jahre sind Rosie Huntington-Whiteley, Cara Delevingne, Eddie Redmayne, Emma Watson, ihr jüngerer Bruder Alex Watson und Jamie Campbell Bower.

## Unternehmensorganisation
Von 2001 bis 2018 zeichnete der britische Designer Christopher Bailey als Nachfolger von Menichetti für das Burberry-Design verantwortlich, wofür er 2005 und 2009 als „Designer des Jahres“ sowie 2007 und 2008 als „Herrenmode-Designer des Jahres“ bei den British Fashion Awards ausgezeichnet wurde. Bailey fuhr die in den 1990er Jahren populäre, übermäßige Verwendung des Burberry Check in den Kollektionen zurück und machte sich mit modernen Interpretationen klassischer Burberry-Elemente einen Namen. 2009 wurde er zum Chief Creative Officer des Unternehmens ernannt.
2006 löste Angela Ahrendts die 1997 eingestellte Rose Marie Bravo als CEO ab. Nach einhelliger Meinung der Wirtschaftspresse bestand ihre Aufgabe darin, der Marke ihr Image von Exklusivität zurückzugeben, ohne den Massenmarkt zu verlieren. Eine ihrer ersten Maßnahmen war die Einstellung von 30 Prozent aller Produkte. In den 2010er Jahren zierte das Burberry-Muster weniger als zehn Prozent der Burberry-Bekleidung.
Die Zentrale des Unternehmens, Burberry Global Headquarters, befindet sich in Horseferry House in London, und wurde im November 2009 von Prince Charles eingeweiht. Für Burberry Americas gibt es eine Geschäftsstelle auf der Madison Avenue in New York City, der asiatische Raum wird von der Zentrale in Ginza, Tokio, gesteuert.
Die 2008 gegründete Unternehmens-Stiftung, Burberry Foundation, fördert zusammen mit karitativen Partnern junge Menschen mit kreativem Talent. 2010 rief Christopher Bailey Burberry Acoustic ins Leben. In einer Kooperation mit aufstrebenden britischen Musik-Künstlern und Bands nehmen diese ihre Stücke exklusiv für Burberry auf. Die 2011 entstandene Version des The-Feeling-Titels Rosé verwendete Burberry für die Burberry Body-Parfüm-Kampagne mit Rosie Huntington-Whiteley.

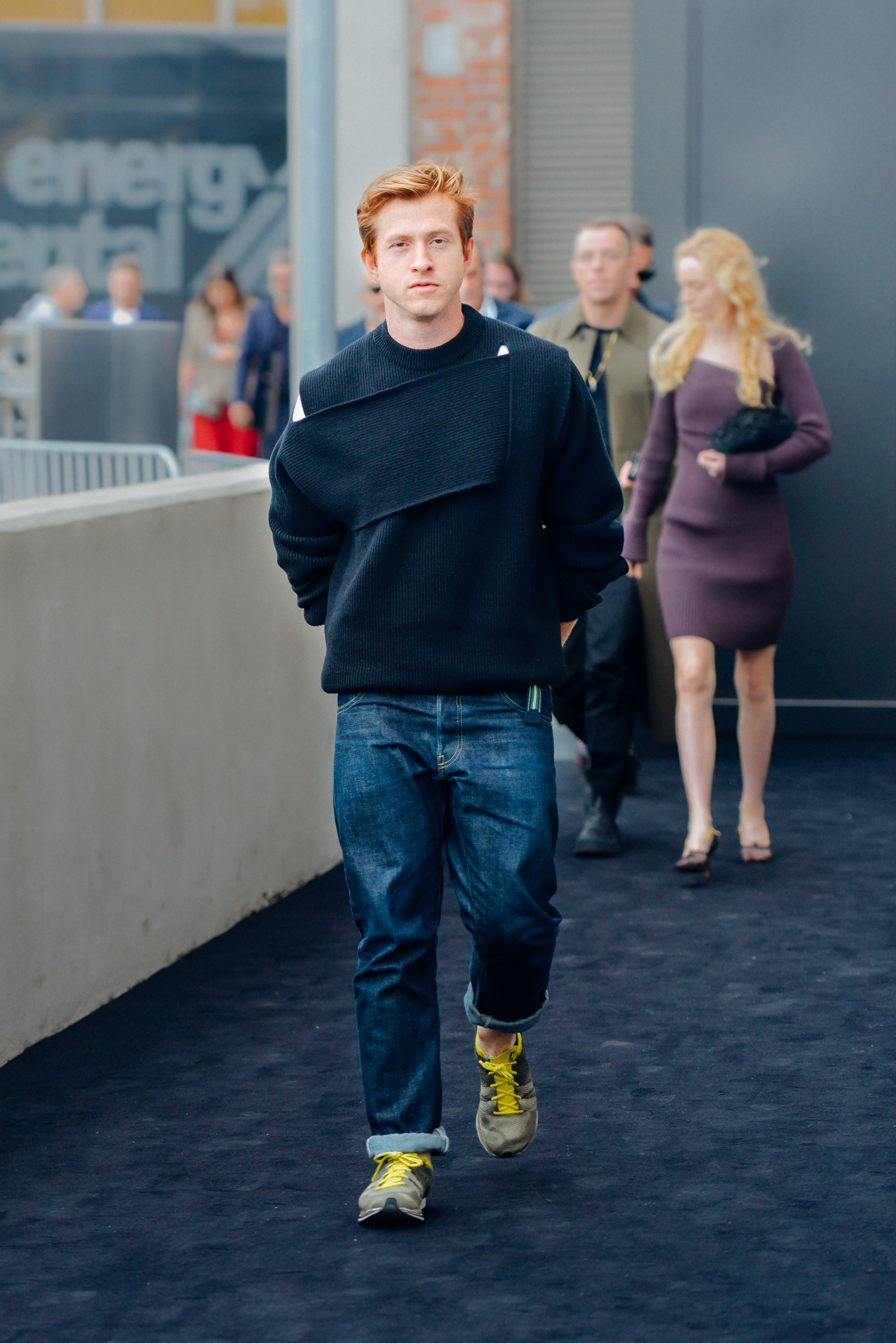
Daniel Lee, seit 2022 Kreativdirektor von Burberry

Zum 1. Mai 2014 wurde Bailey neben seiner Aufgabe als Kreativdirektor zum CEO von Burberry ernannt und damit zum Nachfolger von Angela Ahrendts, die für über 60 Millionen Dollar zu Apple wechselte. Auf der Hauptversammlung von Burberry PLC im Juli 2014 votierten 53 Prozent der Anteilseigner in einer nicht bindenden Abstimmung gegen das vorgeschlagene Vergütungspaket von Bailey, das samt Aktienanteilen und Boni in der Presse mit weit über 20 Millionen Pfund beziffert wurde. Mitte 2016 kündigte Burberry an, dass Bailey im September 2017 von dem ehemaligen Givenchy- und Céline-Manager Marco Gobbetti abgelöst werde, wobei Bailey Kreativdirektor sowie Präsident von Burberry bleibe. Ende 2017 kündigte Bailey seinen Abschied als Chefdesigner von Burberry zum März 2018 und sein Ausscheiden aus dem Unternehmen für Ende 2018 an. Baileys letzte Kollektion (Herbst/Winter 2018) widmete er der LGBT-Gemeinschaft.
Anfang März 2018 verkündete Burberry, dass die Stelle des Kreativdirektors mit Riccardo Tisci besetzt worden sei. Tisci ließ das seit 1999 verwendete Burberry-Logo von dem Grafikdesigner Peter Saville in einen schnörkellosen Franklin-Gothic-Schriftzug abändern, der auf Kritik bei den Verbrauchern stieß, und ein Logo aus den ineinander verschlungenen Buchstaben ‚T‘ und ‚B‘ (für Thomas Burberry) kreieren. Der Ritter als Burberry-Logo wurde aufgegeben. Tiscis erste Kollektion für Burberry wurde Mitte September 2018 in einer Damen- und Herrenmodenschau während der London Fashion Week präsentiert. 2022 übernahm Daniel Lee, ehemals bei Bottega Veneta, die kreative Leitung des Unternehmens.
Die COVID-19-Pandemie hat Einfluss auf Burberry genommen. Die Erlöse minderten sich im zweiten Quartal 2020 um 48 Prozent. Das Unternehmen setzte in diesem Quartal lediglich 257 Millionen Pfund um. Daraufhin strich der Vorstand 500 Stellen, um 55 Millionen Pfund einzusparen.

## Kollektionen

Burberry Black Label und Burberry Blue Label (beide Japan, 2016 eingestellt)

Bis 2016 bot Burberry verschiedene Kollektionen, jeweils für Damen und Herren, an:
- Burberry Prorsum – Laufstegkollektion im oberen Preissegment (seit 1999)
- Burberry London – Hauptlinie und traditionelle Businesskleidung im oberen Mittelpreissegment
- Burberry Brit – jugendlich-legere Zweitlinie im oberen Mittelpreissegment, unter deren Namen es bereits seit 2004 eine Parfüm-Reihe gibt (seit 2009)

Zudem war 2007 die Burberry Sport-Kollektion mit funktionaler Freizeitmode eingeführt worden, die Anfang der 2010er Jahre wieder aus dem Markenportfolio verschwand. Die Damenkollektion der Top-Linie Burberry Prorsum wurde zweimal jährlich bei der London Fashion Week vorgestellt, die Prorsum-Herrenkollektion wurde während der Mailänder Modewochen präsentiert.
Mit Beschluss von Ende 2015 wurde die Untergliederung in drei Marken Mitte 2016 aufgegeben. Seither besteht für Damen und Herren lediglich die hochpreisige Burberry-Hauptlinie. Im Rahmen der London Fashion Week für Damenmode im September 2016 wurden die Entwürfe für die Damen- und Herrenmode der neuen Burberry-Hauptkollektion für die Saison Herbst/Winter 2016/2017 in einer gemeinsamen Modenschau präsentiert (statt wie die übrigen Designer die Kollektion für Sommer 2017 zu zeigen). Zudem konnten die Modelle unmittelbar nach der Schau auf der Burberry-Webseite gekauft werden. Burberry will damit den bisherigen Moderhythmus, nach dem Kunden mindestens sechs Monate warten müssen, bevor Laufstegmodelle im Handel verfügbar werden, unterbrechen.
Die 1988 als junge Zweitlinie etablierte Thomas Burberry-Kollektion, für die es eigene Ladengeschäfte gab, wurde Anfang 2009 eingestellt.
Exklusiv für den japanischen Markt wurden in Lizenz-Zusammenarbeit mit dem japanischen Textilhersteller Sanyo Shokai ab 1986 die legere Burberry Blue Label-Kollektion (zunächst nur Damenmode, zeitweise auch Herrenmode) und die elegantere Burberry Black Label-Kollektion (zunächst nur Herrenmode, schließlich auch Damenmode) eingeführt, die ab 2009 in Japan als Bindeglieder zwischen Prorsum und Brit im oberen Mittelpreissegment fungierten. Sanyo Shokai ließ diese Burberry-Kollektionen überwiegend in China produzieren und betrieb für die beiden Marken in Japan über 500 eigene Ladengeschäfte. Beide Lizenzkollektionen wurden im Herbst 2015 nach der Aufkündigung des Lizenzvertrags durch Burberry eingestellt. Sanyo Shokai hatte in Japan für Burberry auch die höherpreisigen Kollektionen (Prorsum, London, Brit) importiert und vertrieben. Burberry begann 2009 mit dem Aufbau direkt betriebener Ladengeschäfte in Japan und seit Ende 2015 werden alle japanischen Burberry-Geschäfte von London aus gesteuert.
Neben allgemeinen Burberry-Boutiquen gab es ab den 2010er Jahren auch spezielle Burberry London- und Burberry Brit-Geschäfte, sowie weltweit eigene Ladengeschäfte, welche ausschließlich die Kinderkollektion oder Accessoires anbieten. Insgesamt betrieb Burberry 2009 weltweit 122 eigene Ladengeschäfte, 255 Shops-in-Shop, 47 Outlets, 90 Geschäfte im Franchise-Betrieb und einen Online-Shop für 25 Länder.

## Image
Der Boom auf dem Massenmarkt brachte auch negative Effekte wie die Assoziation mit der Chav-Kultur oder mit Fußballfans, denn das Burberry-Muster ist seit den 1970er Jahren auch dort populär. Ein Drogenskandal um das Burberry-Model Kate Moss beeinflusste das Image der Marke. Dies wird als Image-Problem für Burberry angesehen, man nahm beispielsweise ab 2004 die Baseballkappen im Karomuster aus dem Sortiment. Seit Herbst 2006 war Burberry Ziel einer internationalen Kampagne der Tierrechtsorganisation PETA, in der das Haus wegen seines andauernden Gebrauchs von Pelzen kritisiert wurde. 2024 klagte PETA Burberry für die Verwendung von Kaschmirwolle an.
Ab Anfang der 2000er Jahre gelang es dem Unternehmen durch eine Auffrischung der Marke, sich wieder im Luxussegment zu etablieren. Mitte 2018 geriet das Unternehmen in die Kritik, als bekannt wurde, dass es jährlich eigene Waren im Wert von 32 Millionen Euro zerstört, um die Exklusivität der Marke zu erhalten. Burberry kündigte im September 2018 an, nicht länger Pelze zu verarbeiten oder unverkaufte Waren zu zerstören.

## Logos

Bis 1999
1999–2018
1999–2018
2018–2023
2018–2023
Seit 2023
Seit 2023 (farbig)
Seit 2023

## Bildergalerie

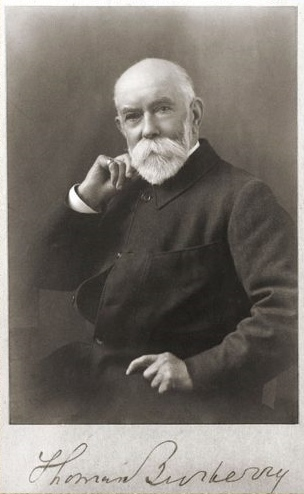
Der Firmengründer Thomas Burberry
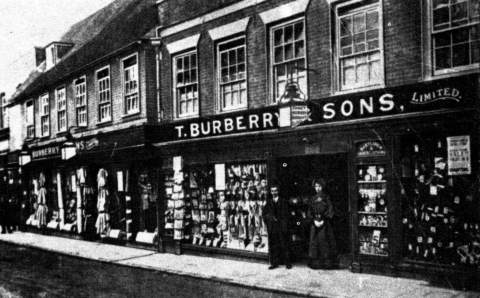
Das ursprüngliche Burberry-Geschäft in Basingstoke
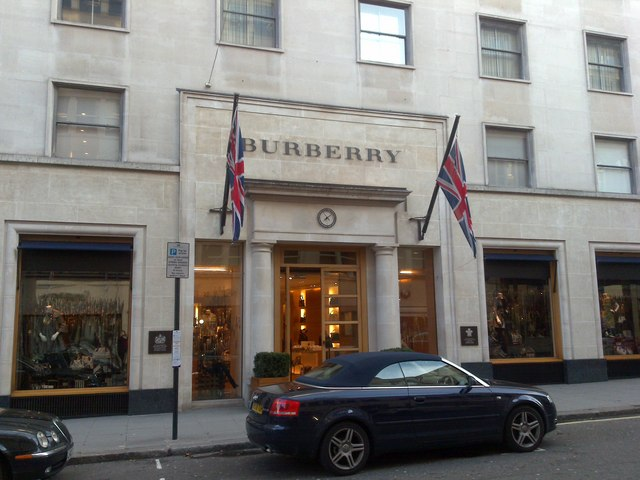
Burberry Flagshipstore, Bond Street, London
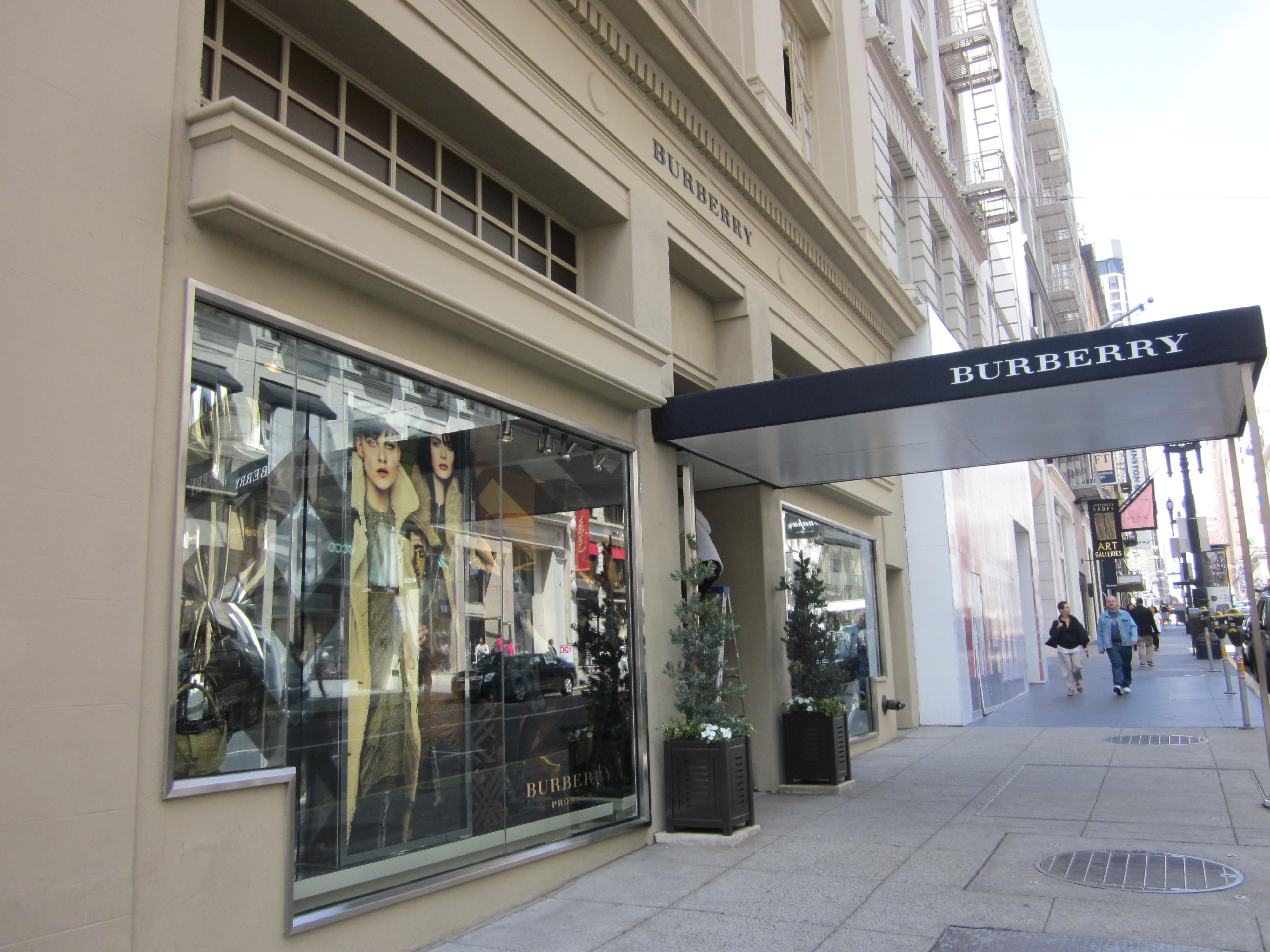
Burberry-Boutique in San Francisco
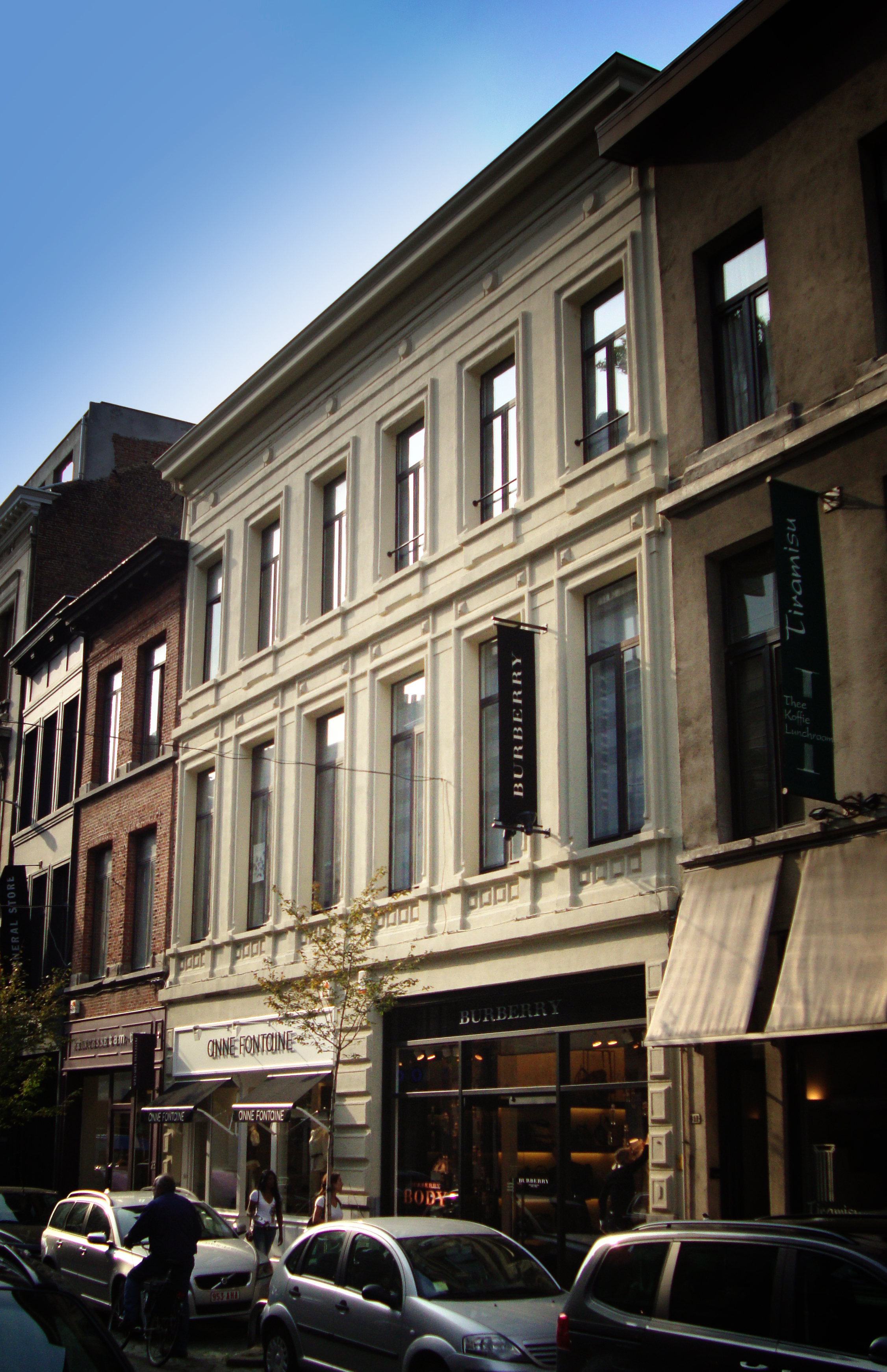
Burberry-Boutique in Antwerpen
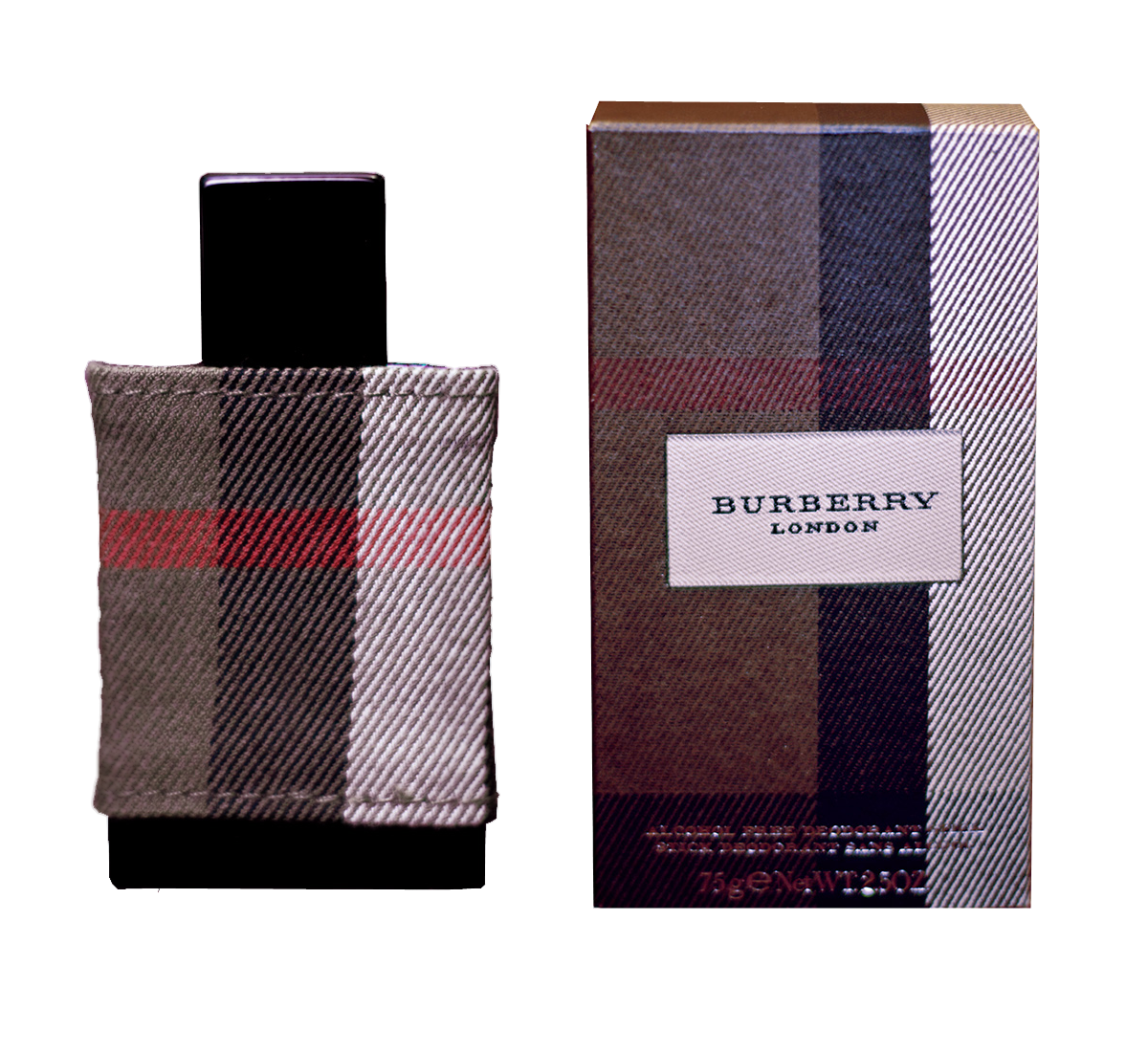
Burberry London Parfüm für Herren (seit 2006)
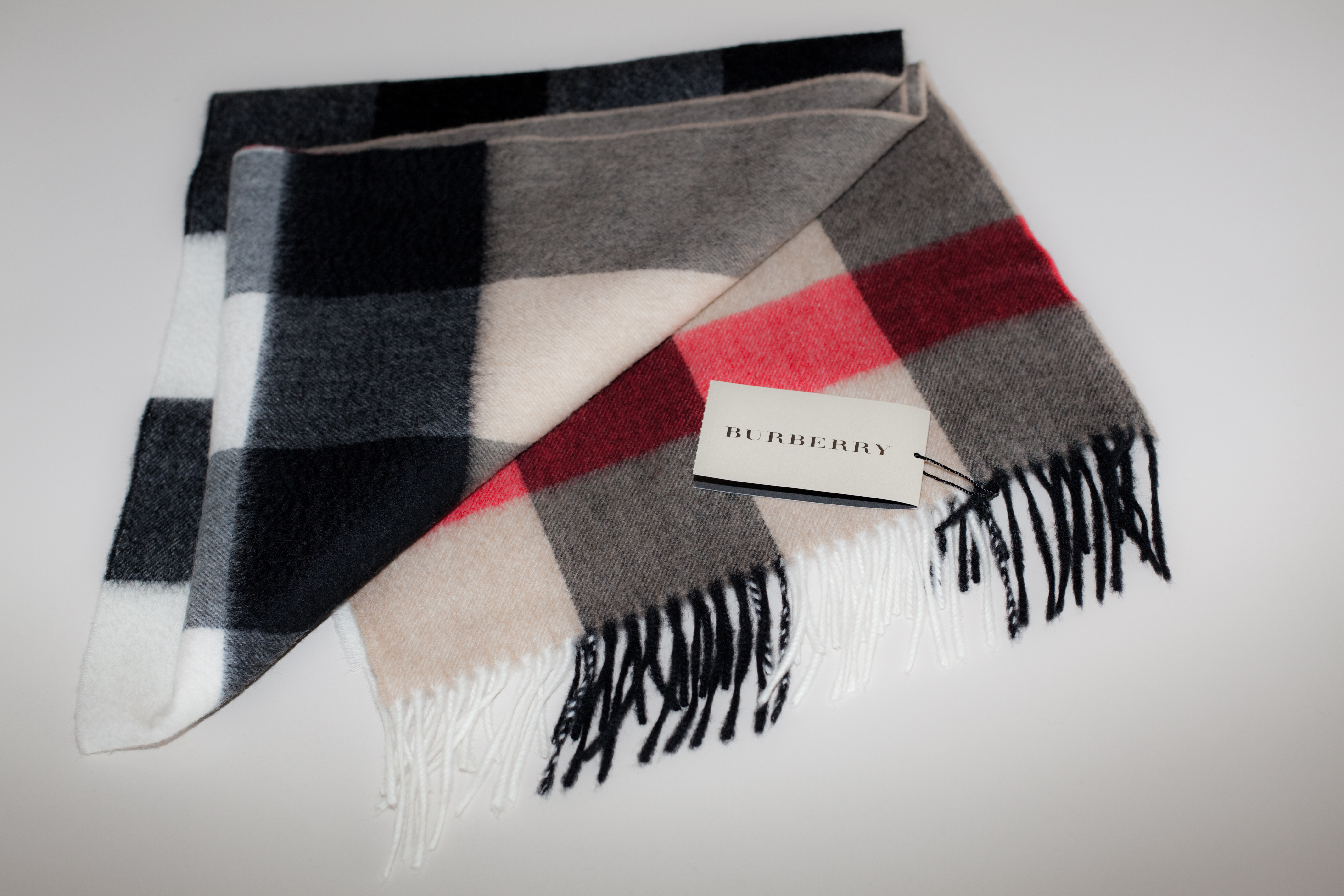
Burberry-Schal im großformatigen Karomuster
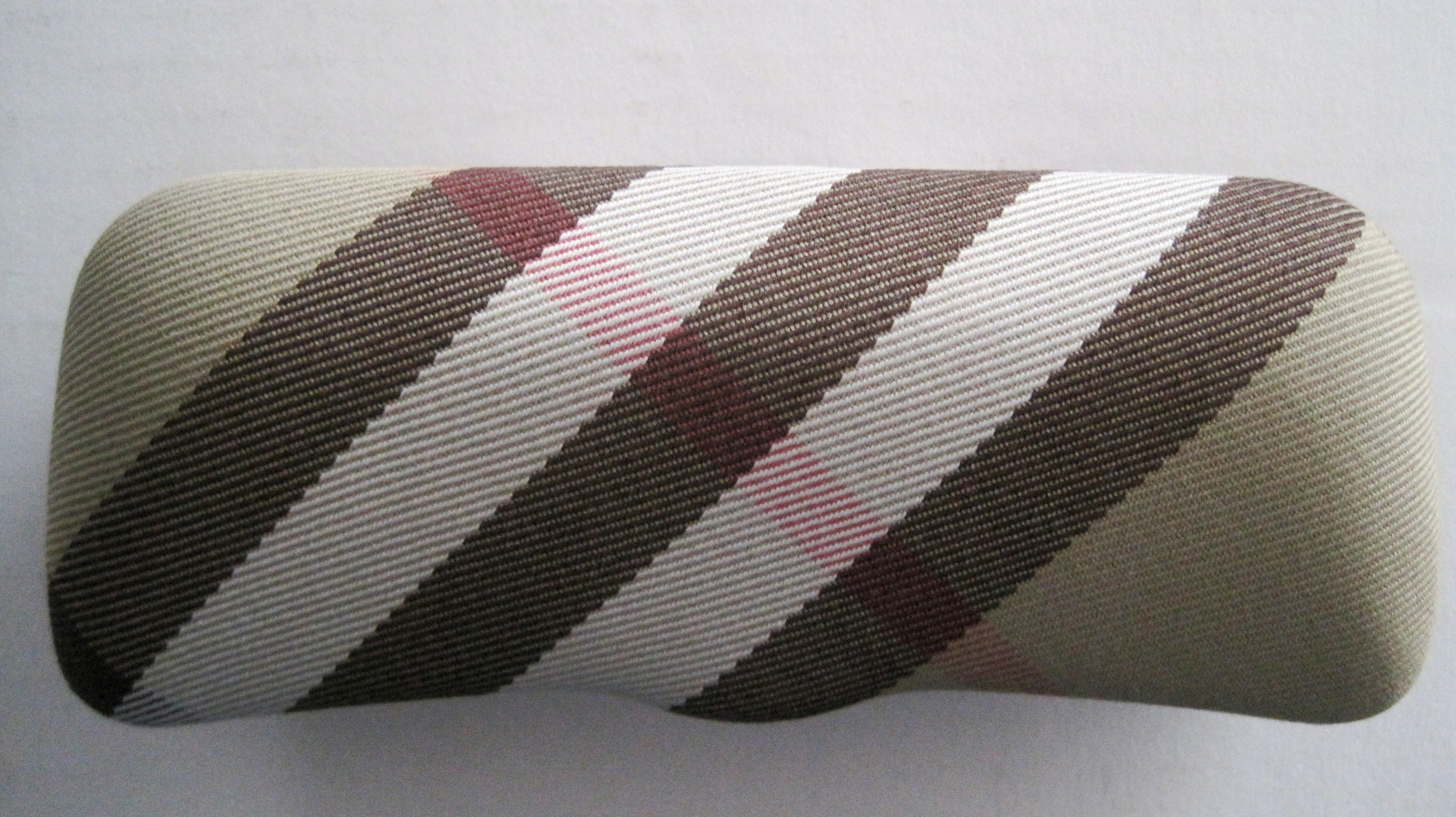
Burberry-Brillenetui
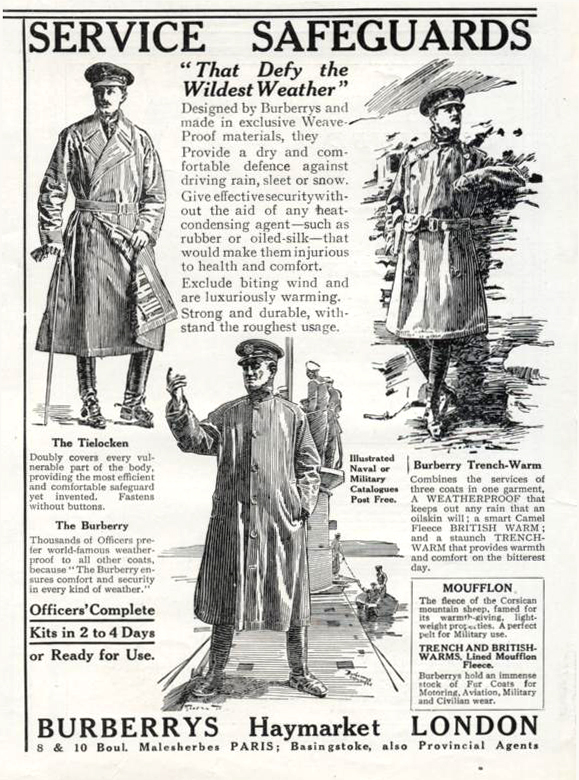
Werbung für Burberry-Trenchcoats (1916)
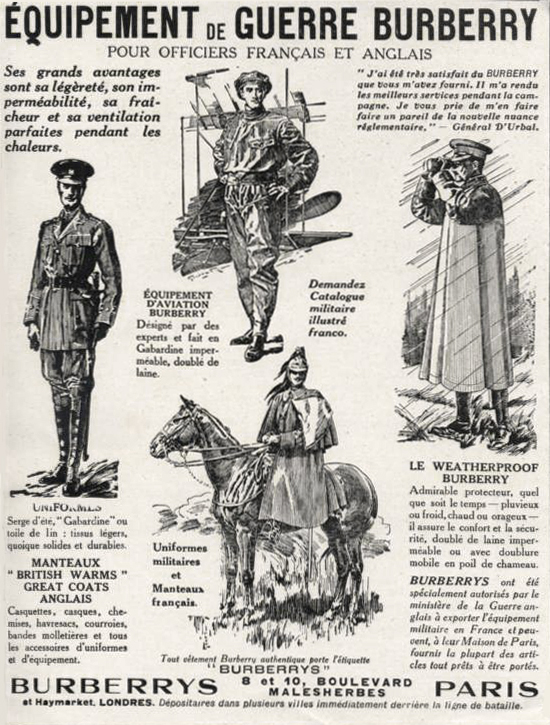
Werbung für Burberry-„Kriegsausrüstung“ auf Französisch (1916)